# 深見有隣
深見 有隣（ふかみ ありちか）は、江戸時代中期の幕臣、儒学者。深見玄岱の子。徳川吉宗の側近学者の一人で、寄合儒者から書物奉行に転じ、翻訳・考証に業績を残した。清朝の総合法典『大清会典』や西洋科学技術書『奇器図説』の翻訳、古典籍の書写・校訂にあたったほか、長崎在住中国人から清朝の制度などに関する情報を聴取し、また甘藷（サツマイモ）の普及にも関与している。

## 生涯

### 生い立ち
深見家は中国をルーツとする家で、祖父の深見但有（高大誦）は長崎で唐通事を務めた。但有の四男である深見玄岱（書家・篆刻家としては「高天漪」「高玄岱」の名で知られる）は儒臣として幕府に仕えた。有隣はこの玄岱の子として生まれた。
兄の玄融（高頤斎）が幕府に儒者並として出仕したが、享保3年（1718年）2月16日に「狂気」を理由として父のもとに籠居させられた（玄融はのちに書家として名をなした）。父も連座して出仕差止の処分を受けた（のちに赦される）。
享保3年（1718年）10月19日、父の致仕を受けて有隣は家督を継ぎ、儒者となる。

### 『大清会典』翻訳と長崎出張
享保6年（1721年）から5年間をかけて、清朝で編纂された総合法典『大清会典』を父とともに翻訳（父は享保7年（1722年）没）、『大清会典和解』を編纂した。
『大清会典』は、清王朝の制度や典礼を集めた書籍（会典）で、清代を通じて5回編纂されている。紅葉山文庫には享保5年（1720年）に『大清会典』（『康煕会典』の刊本、162巻）が納本されており、徳川吉宗はこれに深い関心を示して手許近くに置いていたようである。
『徳川実紀』（『有徳院殿御実記附録』巻十一）によれば、吉宗は深見玄岱・有隣親子に『大清会典』の翻訳を命じた。このころ吉宗は側近学者たちにさまざまな研究課題を与えており、深見父子の『大清会典』和訳もその一環であった。玄岱の中国語能力の高さには定評があったが、その玄岱をもってしても、法制に関する知識が必要で、なおかつ膨大な『大清会典』の翻訳は難しい作業であったようである。
享保6年（1721年）10月、有隣は「唐国及阿蘭陀国筋の御内用」のために江戸を出発して長崎へ出張した。長崎在留の中国人たち（儒医の孫輔斎や沈爕庵らと考えられる）に問い合わせながら『大清会典』の翻訳をすすめた。長崎滞在は結局足掛け5年に及ぶこととなった。長崎滞在中の有隣は、紅葉山文庫のための書籍収集にも携わっていたほか、清朝の諸制度に関する吉宗の質問を長崎滞在中の中国人朱佩章（福建省出身）に問い合わせる役割の一部を担った（吉宗の質問は、荻生北渓から長崎の有隣に伝えられ、有隣は通訳を介して朱佩章に問い合わせた）。
享保17年（1732年）の享保の大飢饉を受け、備荒用作物としてサツマイモ（甘藷、甘蔗）の栽培を徳川吉宗に建言したのは有隣であるという（#甘藷と深見有隣参照）。

### 書物奉行
享保19年（1734年）8月8日、書物奉行に転じる。浅井奉政の死去に伴う補充であった。相役の書物奉行は奈佐勝英・水原保氏・川口信友・桂山義樹（彩巌）であった。
元文4年（1739年）12月18日、書籍校合のことで黄金3枚を賜わった。これは、火災で家蔵資料を失った二条家から依頼されていた、紅葉山文庫所蔵の『二条家日次記』写本を書写するとともに、関連諸資料の調査・書写・校合を行う作業を、桂山義樹とともに終了させたことへの褒美である。
また、有隣と桂山義樹は、西洋の科学技術書『奇器図説』の翻訳を行っている。これは、中国に派遣されたイエズス会士ヨハン・シュレック（ヨハン・テレンツ、鄧玉函）の説明をもとに王徴が著した漢文書籍『遠西奇器図説録最』（通称『奇器図説』）を、日本語に翻訳したものである。後年、吉宗側近学者の論考を集成した叢書『名家叢書』に収録された。
また、幕府天文方の観測所詰を命じられてもいる。
有隣は30年にわたって書物奉行の席にあった。上記の他の業績としては『類聚国史』『明月記』の校訂などがある。相役の書物奉行となった人物には、小田切昌倫、近藤舜政らがおり、また青木昆陽が同時代に書物方に出仕している（昆陽は明和4年（1767年）に書物奉行となる）。

### 晩年
明和2年（1765年）4月11日西城御裏門番の頭に移る。同年12月18日布衣を着ることを許される。
同5年（1768年）5月9日辞職して寄合となり、翌6年（1769年）12月4日隠居。
安永2年（1773年）2月15日没、83歳。法名は道薫。代々の墓地である寛永寺の護国院に葬られたが、1926年7月他の墓石とともに多磨霊園に改葬された。

## 事績

### 甘藷と深見有隣
『徳川実紀』（『有徳院殿御実記附録』巻十七）によれば、吉宗は当初、砂糖の原料（当時、砂糖は中国からの輸入に依存していた）として甘藷に関心を寄せていた。享保17年（1732年）、西国で大飢饉（享保の大飢饉）が発生した際、吉宗は有隣に長崎付近での飢饉の状況を尋ねた（有隣の父の玄岱（新右衛門貞恒）は晩年に長崎に居住していた）。これに対して有隣は、長崎では甘藷が食用にされており、大飢饉でも大いに役立ったと述べて、栽培法を書いたものを吉宗に提出した。またこの頃、青木文蔵敦書（青木昆陽）が論考を提出し、甘藷栽培に長けた長崎の「鉄工」平野良右衛門が江戸に上って来たため、有隣が青木昆陽と平野良右衛門を推挙し、吹上の庭で甘藷を栽培させ、その成績が良かったために近国の代官にもつくらせるようになったという。
延享（1744年 - 1748年）の初めころ、吉宗は甘藷の栽培方法・砂糖の製造方法を知る一環として、書物奉行となっていた深見有隣に『天工開物』や中国の府志・県志の調査を命じたという（このほか、日本国内の甘藷栽培先進地である薩摩藩での方法を学ぼうとしたり、長崎に来た中国人商人から栽培方法を聞き取ろうとしている）。有隣の甘藷に関する研究はのちに『甘蔗考』としてまとめられた（延享元年（1744年）編纂、翌年に増補）。この書籍は、福建省の府志類から、甘蔗栽培と製糖についての記事（『庶物類纂』に収録されていないもの）を蒐集したものである。

## 家族
『寛政重修諸家譜』によれば、前妻は本多伯耆守家臣（田中藩士）朝倉与市景長の娘、後妻は大奥老女河井の養女。子は1男1女。
男子の深見貞雄（槌太郎、帯刀、長左衛門。母は「某氏」）は大番として幕府に出仕したが、大坂在番中の明和元年（1764年）、父に先立って37歳で死去した。貞雄には1男2女があり、深見有忠（尚之助、久太夫）が家を継いだ。